# Lingua oroch
L'oroch (da non confondere con la lingua orok parlata, sempre in Russia, ma sull'isola di Sachalin) è una lingua appartenente alla famiglia linguistica tungusa parlata nella Russia siberiana, in particolare nel krai di Chabarovsk. Oggigiorno, la lingua è parlata da qualche centinaio di locutori di etnia Oroci, anche se al censimento del 2010, solo 8 persone si dichiaravano monolinguiste, per cui la lingua corre grossi rischi di estinzione, in quanto soffre del processo di deriva linguistica verso il russo, per cui i giovani parlano quest'ultimo idioma a scapito di quello tradizionale.
La lingua è strettamente correlata con la lingua nanai e la lingua udege ed è suddivisa in tre dialetti: Tumninsky, Khadinsky e Hungarisky.

## Ortografia
All'inizio del XXI secolo, è stata creata una forma scritta della lingua.
| А а | Б б | В в | Г г | Д д | Е е | Ё ё | Ж ж |
| З з | И и | Й й | К к | Л л | М м | Н н | Ӈ ӈ |
| О о | П п | Р р | С с | Т т | У у | Ф ф | Х х |
| Ц ц | Ч ч | Ш ш | Щ щ | Ъ ъ | Ы ы | Ь ь | Э э |
| Ю ю | Я я |     |     |     |     |     |     |